# Emil Kautzsch

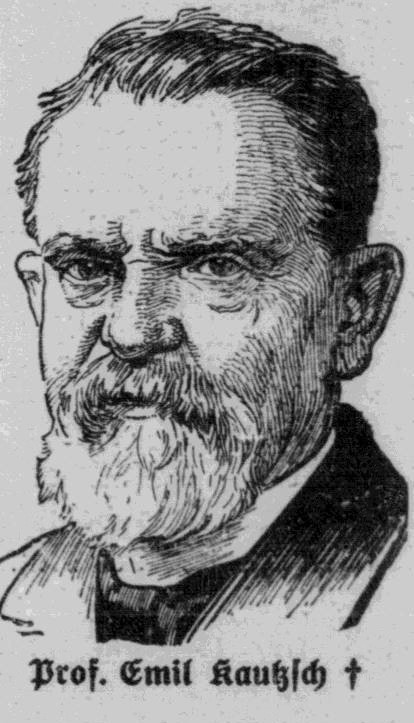
Emil Kautzsch

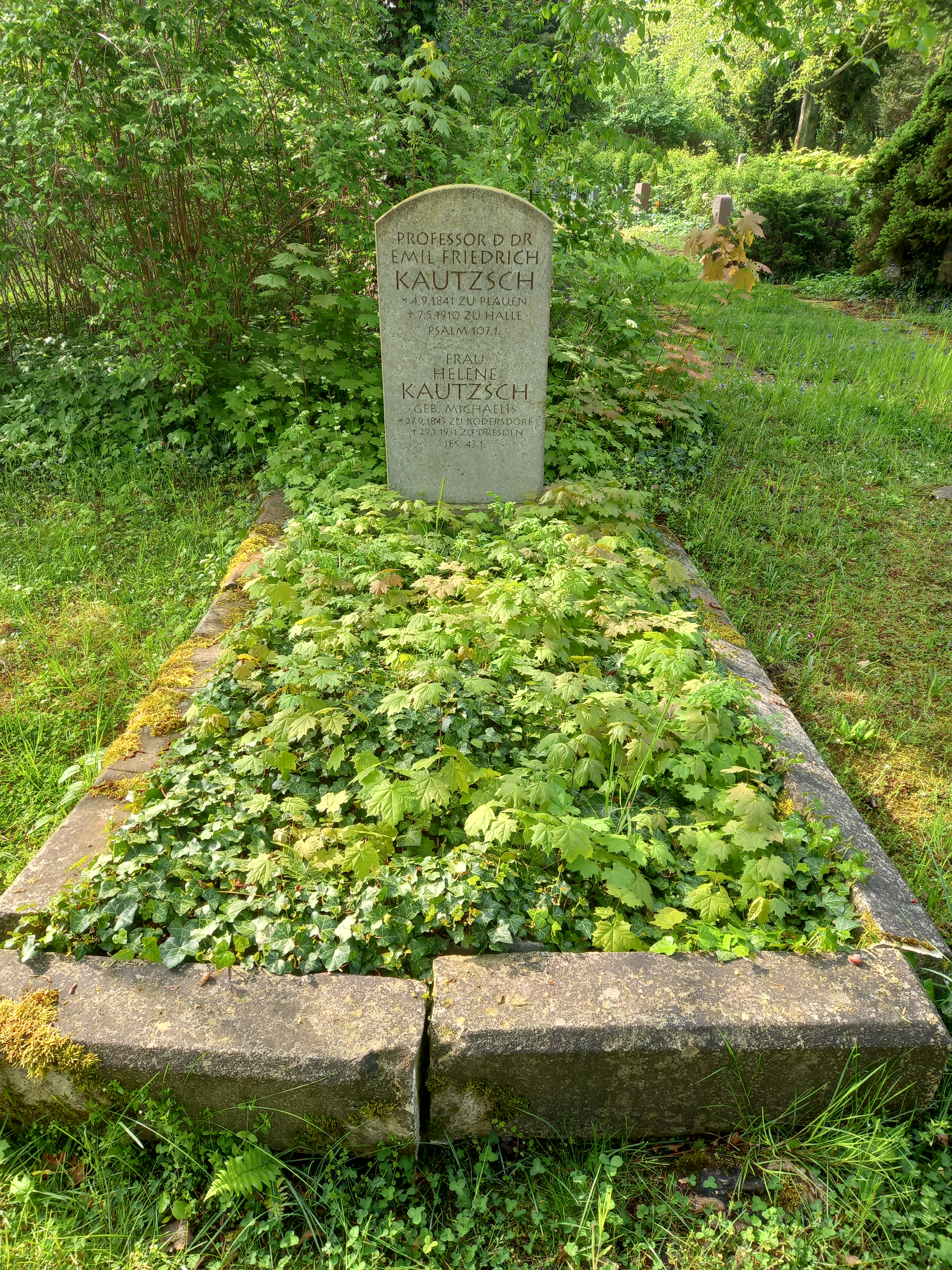
Das Grab von Emil Kautzsch und seiner Ehefrau Helene geborene Michaelis auf dem Nordfriedhof (Halle)

Emil Friedrich Kautzsch (* 4. September 1841 in Plauen; † 7. Mai 1910 in Halle (Saale)) war ein deutscher evangelisch-lutherischer Theologe, Experte der hebräischen Sprache und Professor für Altes Testament.

## Leben
Kautzsch studierte Theologie und Orientalistik an der Universität Leipzig, an deren theologischer Fakultät er 1863 zum Doktor der Philosophie promovierte, 1869 zum Privatdozenten und 1871 zum außerordentlichen Professor ernannt wurde. Seit Winter 1859/60 war er Mitglied der Leipziger Universitäts-Sängerschaft zu St. Pauli (heute Deutsche Sängerschaft). Ab 1872 lehrte er als Ordinarius an der Universität Basel, wo er 1878/79 als Rektor amtierte. 1880 wechselte er an die Universität Tübingen. Von 1888 bis zur krankheitsbedingten Emeritierung 1908 war er Inhaber des Lehrstuhls für Altes Testament an der Theologischen Fakultät in Halle und hatte an der dortigen Universität 1898/99 das Rektorat inne. 
Kautzsch war einer der Begründer des interkonfessionellen Deutschen Vereins zur Erforschung Palästinas (1877) und war von 1888 an einer der Herausgeber der Theologischen Studien und Kritiken. Größten Einfluss hatte seine Neubearbeitung der Hebräischen Grammatik von Wilhelm Gesenius (von der 22. Auflage 1878 bis zur 28. Auflage 1909), die noch 1962 nachgedruckt und auch ins Englische übersetzt wurde. Der Verbreitung der zeitgenössischen Ergebnisse der Exegese sollte die von ihm herausgegebene Textbibel (1890–94, 31908–10) dienen, die mit knappen Einleitungen und Erläuterungen versehen war. Als Ergänzung gedacht war die ebenfalls von ihm besorgte deutsche Ausgabe der Apokryphen und Pseudepigraphen des Alten Testaments (1898–1900), die bis ins späte 20. Jahrhundert als Standardwerk galt. Ferner gab er Karl Rudolf Hagenbachs Encyklopädie und Methodologie der theologischen Wissenschaften (10. und 11. Auflage) und Hermann Scholz’ Abriss der hebräischen Laut- und Formenlehre (gründlich revidierte Auflage, 1899) heraus.
Sein Student Ottmar Palmer schreibt über Kautzsch: „Aber mit großer Dankbarkeit muß ich des durch seine ‚Textbibel‘ auch heute noch bekannten Professors Kautzsch gedenken, der uns die damals noch sehr beargwöhnte alttestamentliche Kritik doch in einem anderen Lichte erscheinen ließ, als sie in der ‚Gemeindetheologie‘ oder in frommen Sonntagsblättern zu erscheinen pflegte. Man bekam in seinen, übrigens auch in leicht verständlicher Sprache gehaltenen Vorlesungen (Einleitung, Geschichte Israels, Jesaia) einen tiefen Eindruck davon, wie sich Ehrfurcht vor dem Heiligen und warme Treue zum guten Alten paaren konnte mit großer Gewissenhaftigkeit und unbestechlichem Wahrheitssinn.“
Kautzschs Söhne Rudolf (1868–1945) und Paul (1882–1958) waren Kunsthistoriker, seine Tochter Johanna (1878–1964) heiratete den Mathematiker Ernst Richard Neumann.
Kautzsch wurde mit dem Kronenorden 2. Klasse, mit dem Roten Adlerorden 2. Klasse mit Eichenlaub sowie mit der Ehrenbürgerschaft der Stadt Basel ausgezeichnet.
Sein Lehrstuhlnachfolger wurde Carl Heinrich Cornill.

## Schriften (Auswahl)
- De Veteris Testamenti Locis a Paulo Apostolo Allegatis. Metzger & Wittig, Leipzig 1869, (Leipzig, Universität, Habilitations-Schrift, 1869), Digitalisat.
- mit Albert Socin: Die Æchtheit der moabitischen Alterthümer. Trübner, Straßburg u. a. 1876, Digitalisat.
- Grammatik des Biblisch-Aramäischen. Mit einer kritischen Erörterung der aramäischen Wörter im Neuen Testament. Vogel, Leipzig 1884, Digitalisat.
- als Herausgeber und Übersetzer: Die Heilige Schrift des Alten Testaments. 2 Bände. Mohr, Freiburg (Breisgau) u. a. 1894.
- als Herausgeber und Übersetzer: Die Apokryphen und Pseudepigraphen des Alten Testaments. 2 Bände. Mohr, Tübingen u. a. 1898–1900;
  - Band 1:  Die Apokryphen des Alten Testaments. 1898;
  - Band 2:  Die Pseudepigraphen des Alten Testaments. 1900.
- Biblische Theologie des Alten Testaments. Aus dem Nachlaß des Verfassers herausgegeben von Karl Kautzsch. Mohr, Tübingen 1911.